# Charlottesville Men's Pro Challenger 2021
Il Charlottesville Men's Pro Challenger 2021 è stato un torneo maschile di tennis giocato sul cemento indoor. Era la 12ª edizione del torneo, facente parte della categoria Challenger 80 nell'ambito dell'ATP Challenger Tour 2021. Si è giocato al Boar's Head Sports Club di Charlottesville, negli Stati Uniti, dal 1º al 7 novembre 2021.

## Partecipanti

### Teste di serie
| Nazionalità | Giocatore        | Ranking* | Testa di serie |
| ----------- | ---------------- | -------- | -------------- |
| Canada      | Vasek Pospisil   | 85       | 1              |
| Giappone    | Tarō Daniel      | 120      | 2              |
| Stati Uniti | Mitchell Krueger | 147      | 3              |
| Stati Uniti | Jack Sock        | 152      | 4              |
| Kazakistan  | Dmitry Popko     | 162      | 5              |
| Taiwan      | Jason Jung       | 166      | 6              |
| Stati Uniti | Bjorn Fratangelo | 172      | 7              |
| Slovenia    | Blaž Rola        | 177      | 8              |

* Ranking al 25 ottobre 2021.

### Altri partecipanti
I seguenti giocatori hanno ricevuto una wild card per il tabellone principale:
- Martin Damm
- Emilio Nava
- Jeffrey von der Schulenburg

Il seguente giocatore è entrato in tabellone con il protected ranking:
- Peter Polansky

I seguenti giocatori sono entrati in tabellone come alternate:
- Stefan Kozlov
- Go Soeda
- Yosuke Watanuki
- Wu Tung-lin

I seguenti giocatori sono passati dalle qualificazioni:
- Nick Chappell
- Christian Harrison
- Denis Kudla
- Iñaki Montes de la Torre

## Punti e montepremi
| Torneo    | Torneo              | V     | F     | SF    | QF    | 2T  | 1T  | Q | Q2  | Q1  |
| Singolare | Punti               | 80    | 48    | 29    | 15    | 7   | 0   | 4 | 2   | 0   |
| Singolare | Premi in denaro ($) | 7 200 | 4 240 | 2 510 | 1 460 | 860 | 520 | – | 260 | 130 |
| Doppio    | Punti               | 80    | 48    | 29    | 15    | –   | 0   | – | –   | –   |
| Doppio    | Premi in denaro ($) | 3 100 | 1 800 | 1 080 | 640   | –   | 360 | – | –   | –   |

## Campioni

### Singolare
Stefan Kozlov ha sconfitto in finale  Aleksandar Vukic con il punteggio di 6–2, 6–3.

### Doppio
William Blumberg /  Max Schnur hanno sconfitto in finale  Treat Conrad Huey /  Frederik Nielsen con il punteggio di 3–6, 6–1, [14–12].